# Vùng hành chính Đức
Vùng hành chính Đức (Regierungsbezirk) là cấp bậc hành chính trên các huyện, thành phố độc lập và dưới bang. Đứng đầu một cơ quan vùng hành chính là Regierungspräsident (chủ tịch chính quyền). Cơ quan này có thể được gọi là Regierungspräsidium (ở Baden-Württemberg, Hessen), Regierung (ở Bayern) hay Bezirksregierung (ở Nordrhein-Westfalen).
Bậc hành chính này chỉ được thực hiện tại một số các bang có lãnh thổ rộng lớn. Nhiều bang đã bỏ bậc hành chính này.
Tuy nhiên ở Baden-Württemberg qua cuộc cải tổ hành chính 2005 các chính phủ vùng hành chính lại được thêm nhiều trách nhiệm, mà trước đó là công việc của chính phủ bang. Ở Nordrhein-Westfalen cũng phát triển tương tự theo khuynh hướng này. Đầu năm 2007 nhiều cơ quan đặc biệt (như Cơ quan Môi trường Công cộng, Cơ quan Trật tự Nông nghiệp, Cơ quan bảo vệ Lao động) được nhập vào các chính phủ vùng hành chính.
Hiện tại, chỉ có bốn bang của Đức trong số 16 tiểu bang được chia thành Regierungsbezirke; tất cả những bang khác được chia trực tiếp thành các quận không có cơ quan trung cấp. Bốn tiểu bang này được chia thành tổng cộng 19 Regierungsbezirke, với dân số từ 5.255.000 (Düsseldorf) đến 1.065.000 (Gießen):
- Baden-Württemberg: Freiburg, Karlsruhe, Stuttgart, Tübingen
- Bayern: Thượng Bayern, Hạ Bayern, Thượng Pfalz, Thượng Franken, Trung Franken, Hạ Franken, Schwaben
- Hessen: Darmstadt, Gießen, Kassel
- Nordrhein-Westfalen: Arnsberg, Köln, Detmold, Düsseldorf, Münster

Các vùng hành chính (tính đến ngày 1 tháng 8 năm 2008) (bao gồm các vùng hành chính cũ ở Niedersachsen, Rhineland-Palatinate, Saxony và Saxony-Anhalt)